# Hermann von Gleichen
Hermann von Gleichen (ur. ?, zm. w 1289) – niemiecki duchowny rzymskokatolicki, biskup kamieński.

## Biografia
Pochodził z hrabiowskiego rodu z Turyngii. Spokrewniony z książętami Brunszwiku.
W 1251 papież Innocenty IV prekonizował go biskupem kamieńskim z pominięciem wyboru przez kapitułę. Przed objęciem władzy nie przyjął sakry biskupiej.
Nie wiadomo, kiedy objął diecezję. Pierwszy znany dokument potwierdzający obecność bpa von Gleichena na terytorium diecezji kamieńskiej datuje się na 8 grudnia 1251. Początkowo współpracował, a być może nawet sprawował dwuwładzę ze swoim poprzednikiem Wilhelmem I. Dopiero po śmierci Wilhelma I w 1253, Innocenty IV w bulli do biskupa szweryńskiego zalecił mu konsekrowanie von Gleichena. Jednak brak jest informacji, kiedy i od kogo von Gleichen przyjął sakrę biskupią, wiadomo jednakże, że nacisk papieża był skuteczny i do konsekracji doszło, zapewne przy oporze kapituły, która uważała nowego biskupa za narzuconego z zewnątrz.
Swoje rządy opierał na możnych zarówno słowiańskich jak i niemieckich. Na należących do biskupstwa ziemiach przeprowadzał lokacje i osadzał wasali. Wspierał nadaniami ziemskimi zakony. Jako władca świecki prowadził wojny u boku książąt pomorskich Barnima I i Warcisława III, z którymi łączyły go dobre stosunki. W 23 maja 1255 z Warcisławem III lokował na prawie lubeckim Kołobrzeg oraz 23 maja 1266 Koszalin. Za jego pontyfikatu zakończono spór o przebieg granic diecezji z biskupem szweryńskim.